# Bathyarctus ramosae
Bathyarctus ramosae е вид десетоного от семейство Scyllaridae.

## Разпространение и местообитание
Този вид е разпространен в Бразилия (Еспирито Санто).
Среща се на дълбочина около 302,5 m, при температура на водата около 13,9 °C и соленост 35,4 ‰.